# Архиепархия Кумаси
 Архиепархия Кумаси (лат.  Archidioecesis Kumasiensis) — архиепархия Римско-Католической Церкви c центром в городе Кумаси, Гана. В архиепархию Кумаси епархии Гоасо, Кононго-Мампонг, Обуаси, Суниани, Течиман.

## История
2 февраля 1932 года Римский папа Пий XI выпустил бреве Cum diffusis, которой учредил апостольский викариат Кумаси, выделив его из апостольского викариат Золотого Берега (сегодня — архиепархия Кейп-Коста). 18 апреля 1950 года апостольский викариат Кумаси был преобразован в епархию, которая вошла в церковную провинцию Кейп-Коста.
1 марта 1973 года и 3 марта 1995 года епархия Кумаси уступила часть своей территории новым епархиям Кононго-Мампонг и епархиям Обуаси, Суниани.
22 декабря 2001 года Римский папа Иоанн Павел II издал буллу Ad totius dominici, которой возвёл епархию Кумаси в ранг архиепархии.

## Ординарии архиепархии
- епископ Hubert Joseph Paulissen (29.11.1932 — 15.11.1951);
- епископ André van den Bronk (15.03.1952 — 13.02.1962);
- епископ Joseph Amihere Essuah (24.02.1962 — 20.11.1969);
- архиепископ Peter Kwasi Sarpong (20.11.1969 — 26.03.2008);
- архиепископ Thomas Kwaku Mensah (26.03.2008 — 15.05.2012);
- архиепископ Gabriel Justice Yaw Anokye (15.05.2012 — по настоящее время).

## Источник
- Annuario Pontificio, Libreria Editrice Vaticana, Città del Vaticano, 2003, ISBN 88-209-7422-3
- Бреве Cum diffusis, AAS 24 (1932), p. 294 Архивная копия от 27 марта 2010 на Wayback Machine (лат.)
- Булла Laeto accepimus, AAS 42 (1950), p. 615 Архивная копия от 27 марта 2010 на Wayback Machine (лат.)
- Булла Ad totius dominici Архивная копия от 18 мая 2014 на Wayback Machine (лат.)